# HAT-P-13 b
HAT-P-13 b는 큰곰자리 방향으로 지구로부터 약 697 광년 떨어진 곳에 있는 외계 행성이다. 이 행성의 어머니 항성은 태양보다 조금 차가우나 조금 더 밝은 G형 주계열성 HAT-P-13이다. 항성을 약 2.9일에 1회 돌고 있으며 가까운 거리 때문에 표면은 뜨겁게 가열되어 있을 것이다. b의 질량은 목성의 85.1퍼센트 정도이나 대기 상층부가 가열되어 부풀어 있기 때문에 반지름은 목성보다 28 퍼센트 더 크다.

## 참고 문헌
- Planet : HAT-P-13 b. Extrasolar Planets Encyclopaedia. 2009-08-16 확인.